# Чеганці
Чега́нці (болг. Чеганци) — село в Кирджалійській області Болгарії. Входить до складу общини Кирджалі.

## Населення
За даними перепису населення 2011 року у селі проживали 19 осіб, усі — турки.
Розподіл населення за віком у 2011 році:
Динаміка населення: